# Kadaif
Il kadayıf (turco), (in greco κα(ν)ταΐφι?, kataifi, in arabo  كنافة‎?) è un tipo di spaghetto molto fine usato per preparare dolci e pasticcini, fra i quali particolarmente famoso è il kanafeh.
È stato inventato dagli Ottomani. I fili sono intrecciati tra di loro in modo irregolare assieme alla frutta secca e vengono bagnati con sciroppo di zucchero.
Si può trovare dai Balcani al Levante in diverse cucine: turca, greca, albanese, bulgara e levantina.

## Varianti

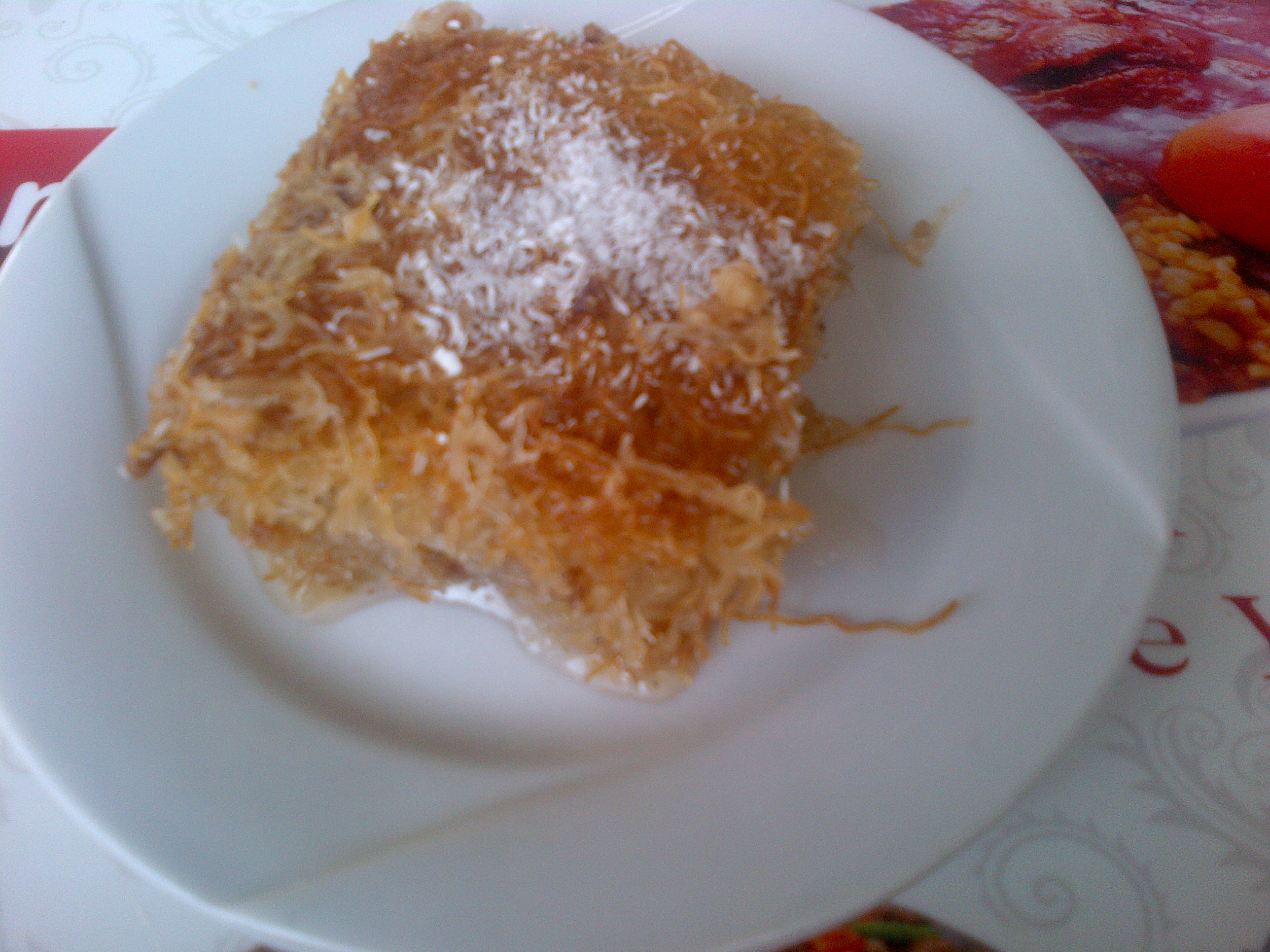
"Tel kadayıf" della cucina turca.

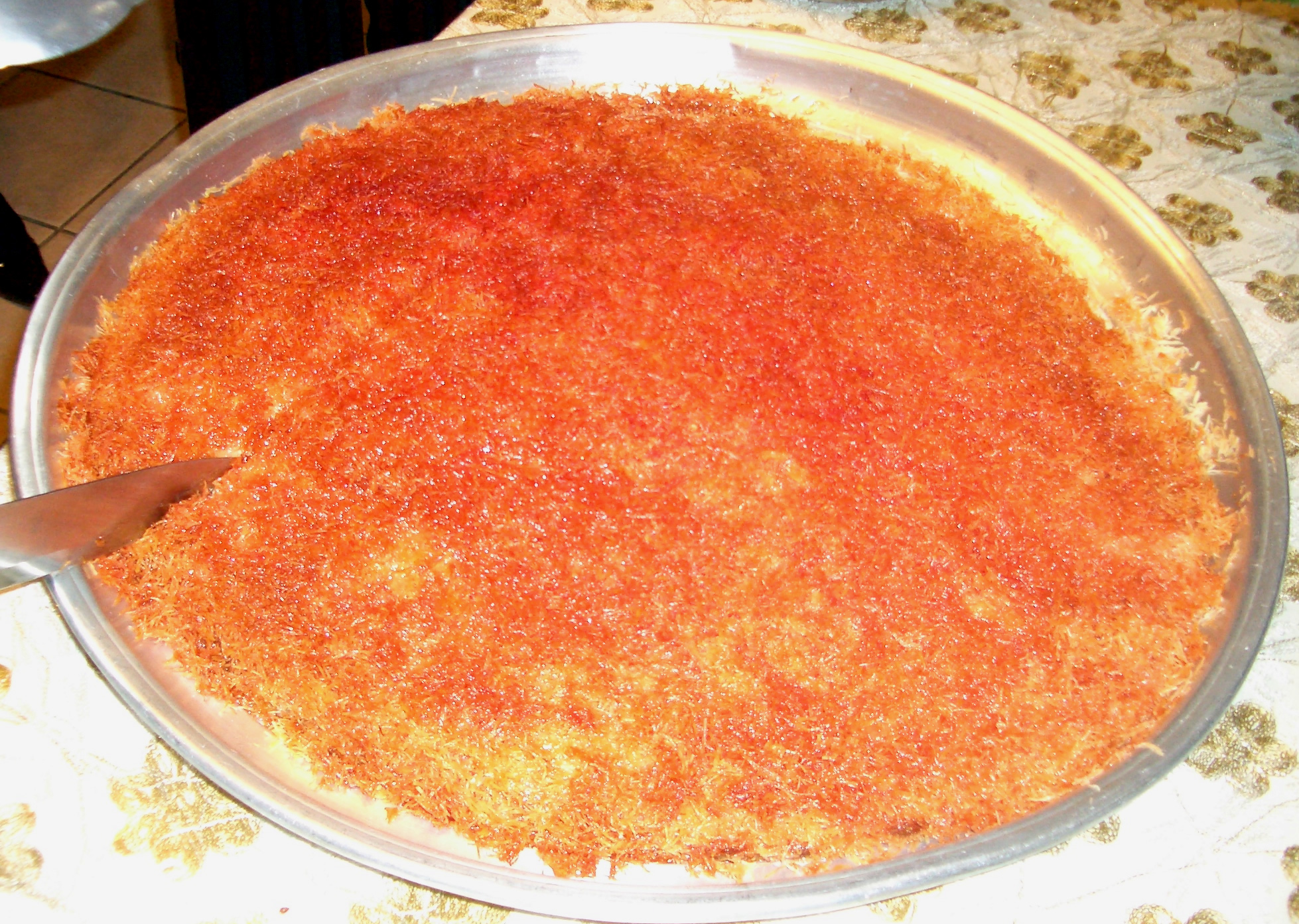
Kanafeh in una teglia

Popolare nel levante e in Turchia, dove è mangiato a colazione o anche a cena come portata principale, è soprattutto un dessert.
Si mangia anche su uno speciale pane con pepe e semi di sesamo. È tradizionalmente servito insieme a un denso sciroppo, a base di zucchero o miele, chiamato qattar o attar.